# George Kuzma

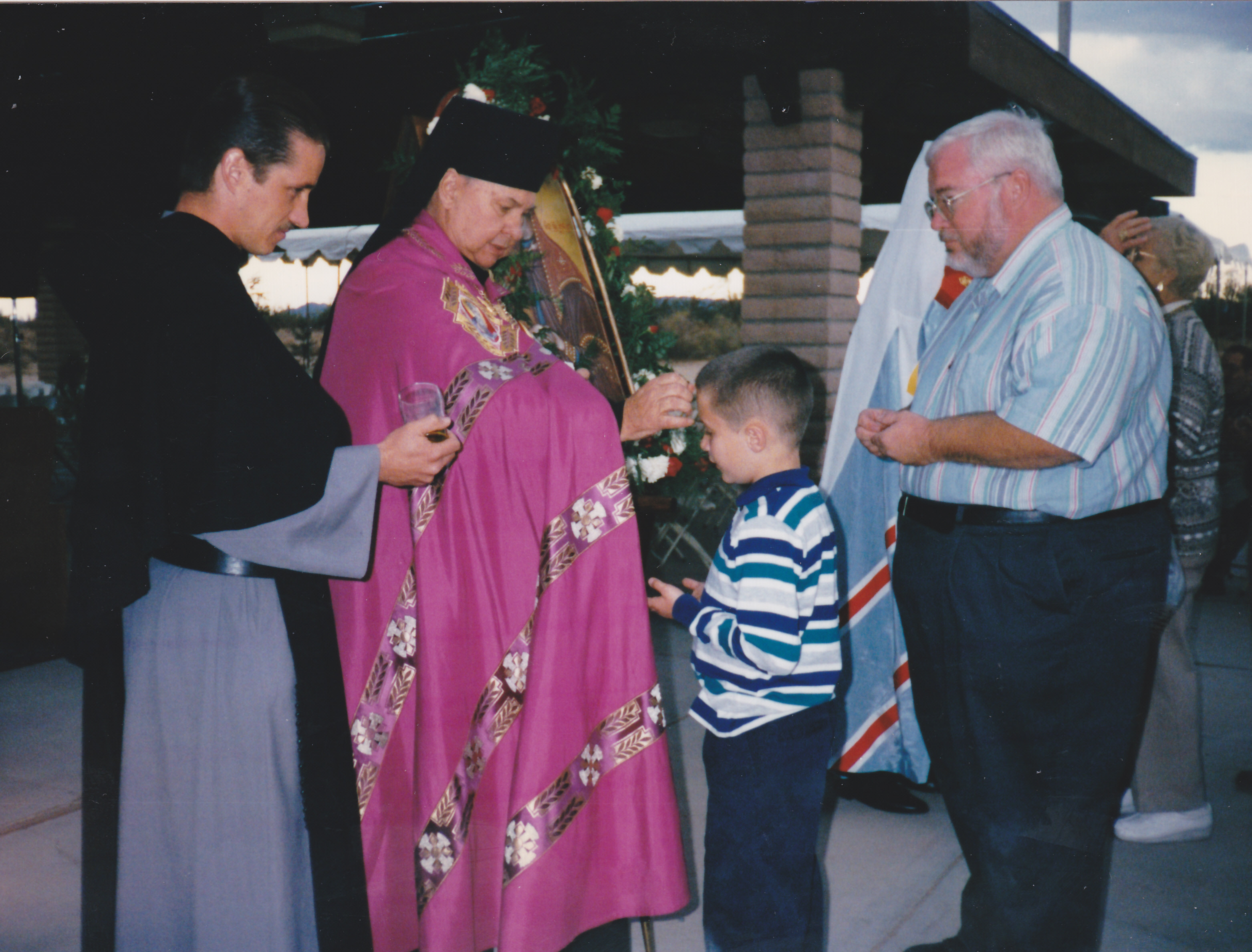
Bischof George Kuzma (2. v.l.) segnet ein Kind, 1996

George Martin Kuzma (* 24. Juli 1925 in Windber, Pennsylvania, USA; † 7. Dezember 2008) war Bischof der Eparchie Van Nuys der ruthenischen griechisch-katholischen Kirche in den USA.

## Leben
Nach seinem Einsatz bei der United States Navy im Zweiten Weltkrieg studierte George Kuzma Theologie am St. Francis College in Loretto, Pennsylvania und St. Procopius College in Lisle, Illinois. 1950 wechselte er an das von der byzantinisch-katholischen (ruthenischen) Kirche neu eröffnete Seminar SS. Cyril and Methodius in Pittsburgh und beendete sein Theologiestudium an der katholischen Duquesne University in Pittsburgh. Er empfing am 29. Mai 1955 die Priesterweihe in der St. John Chrysostom Church in Pittsburgh durch Nicholas Elko, den ruthenischen griechisch-katholischen Erzbischof von Pittsburgh. Er war anschließend in der Seelsorge in Pittsburgh, Detroit und Cleveland sowie in Anaheim (Kalifornien) tätig.
1986 wurde er von Papst Johannes Paul II. zum Titularbischof von Telmissus ernannt und zum Weihbischof in der Eparchie Passaic in New Jersey bestellt. Die Bischofsweihe spendete ihm am 4. Februar 1987 in der St. Michel Cathedral in Passaic der ruthenische Erzbischof von Pittsburgh, Stephen Kocisko; Mitkonsekratoren waren der Bischof der Eparchie Passaic, Michael Dudick, und der Bischof von Van Nuys, Thomas Dolinay. Nach dem Wechsel Dolinays nach Pittsburgh wurde Kuzma 1990 von Papst Johannes Paul II. zum zweiten Bischof der Eparchie Van Nuys in Kalifornien ernannt, einer von vier Diözesen der Ruthenian Byzantine Catholic Metropolitanate in the United States. Nach dem Northridge-Erdbeben 1994, bei dem die byzantinische St.-Mary-Kathedrale in Sherman Oaks (Los Angeles), die Bistumsverwaltung und die Bischofsresidenz beschädigt wurden, verlegte Kuzma seinen Amtssitz nach Phoenix (Arizona).
Er war Verfasser des Pastoral Handbook, das in den Unierten Kirchen weltweit als Standardwerk genutzt wird.
Seinem altersbedingten Rücktrittsgesuch wurde am 5. Dezember 2000 durch Papst Johannes Paul II. stattgegeben.